# Ярополк Ростиславич

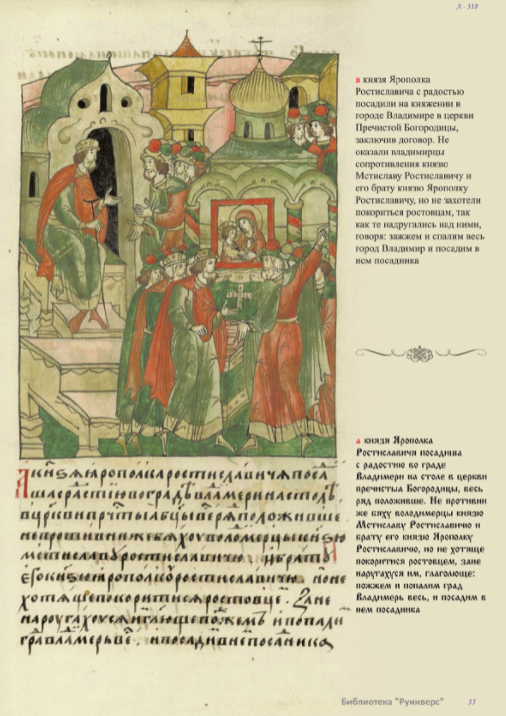
Ярополк садится на Владимирский стол

Ярополк Ростиславич (ум. после 1196) — Великий князь Владимирский с 1174 по 15 июня 1175, сын князя Ростислава Юрьевича, племянник великого князя Андрея Боголюбского.

## Биография
В первый раз упоминается в летописи под 1162 годом, когда вместе с другими родственниками был изгнан из Суздальской земли Андреем Боголюбским.
В 1173 году Ярополк вместе с дядей Всеволодом Юрьевичем был послан Михаилом Юрьевичем в Киев, но Давыд Ростиславич взял их в плен. Впоследствии они были выпущены из плена в обмен на галицкого княжича Владимира, перед этим захваченного Михаилом.
В 1174 году был призван вместе с братом Мстиславом на княжение ростово-суздальскими боярами и сел во Владимире. Впрочем, в 1175 году младшие Юрьевичи Михаил и Всеволод с черниговской помощью разбили братьев. Михаил стал владимирским князем, а после его смерти двинувшийся из Новгорода Мстислав был разбит Всеволодом. Попытка Ростиславичей поднять Глеба рязанского против Всеволода, снова получившего помощь из Чернигова, обернулась поражением на Колокше (начало 1177) и выдачей рязанцами братьев Всеволоду под угрозой разорения их земли. Мстислав и Ярополк были ослеплены и отпущены.
Существует предание, которое передавалось в новгородской летописи о том, что Ярополк Ростиславич чудом прозрел после усердной молитвы в церкви святых Бориса и Глеба на Смядине в Смоленске. В 1178 году, по смерти своего брата Мстислава, Ярополк был избран в князья новгородцами, но, по настоянию Всеволода Юрьевича, вскоре был изгнан ими. По смерти новгородского князя Мстислава Храброго в 1180 году новгородцы посадили Ярополка в Торжке, откуда он стал совершать набеги на суздальское пограничье. В 1180 году Ярополк принимал участие в походе Святослава Всеволодовича черниговского против Всеволода Юрьевича Суздальского, но когда новгородцы вместе с черниговцами ушли к Друцку против Давыда Ростиславича Смоленского, Всеволод осадил Торжок, взял его после 5-недельной осады и сжёг. Ярополк был ранен стрелой, взят в плен. 
По сообщению А. В. Экземплярского, он умер в заточении в 1180 году, однако в других источниках встречается более поздний год смерти. Последнее упоминание Ярополка в летописи, когда Всеволод Большое Гнездо потребовал от Ольговичей изгнать Ярополка из своей земли, датируется 1196 годом. У Войтовича указано, что он умер после 1196 года.